# Rillettes

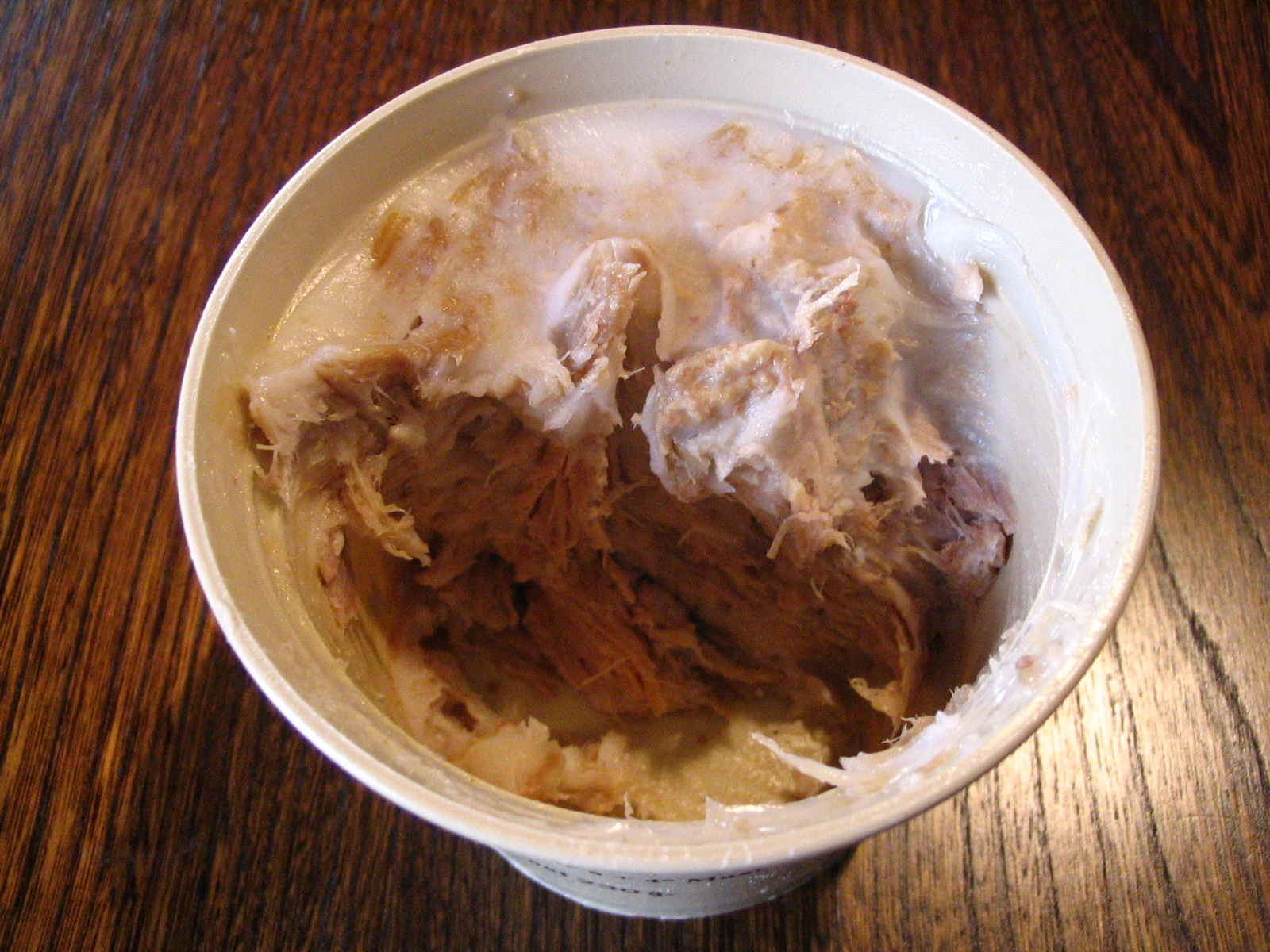
En skål rillettes

Rillette eller vanligen rillettes (där den sistnämnda varianten kan vara en pluralform av den förstnämnda) är ett slags paté som är trådig i konsistensen.
Man utgår från något slags kött (oftast fläskkött) som kokas i fett, finfördelas för hand eller i maskin, saltas, peppras, kryddas. Ibland smaksätts rillettes även med (vitt) vin eller andra alkoholhaltiga drycker.
Då rillettes är bredbart förekommer det ofta som pålägg på smörgåsar, och i handeln säljs rillettes antingen i burk (täckt av ett tunt lager fett för att förhindra uttorkning) eller i skivor i charkdisken, då med kortare hållbarhet.
Utöver den tidigare nämnda varianten på fläskkött tillverkas rillettes även på anka, kanin, gås, kyckling och till och med viltkött, lax eller forell.
Receptet verkar ha uppkommit på 1400-talet i Indre-et-Loire (François Rabelais nämner « la brune confiture de cochon » det vill säga "den bruna gris-sylten") och blev populära i området kring Le Mans där rillettes producerats storskaligt sedan 1800-talet.
Näringsmässigt består rillettes nästan uteslutande av fett och protein.

## Varianter
- Rillettes comtoises tillverkas av lättrökt kött

- Grillons tillverkas av små tärningar av fläskkött och fett fläsk som får puttra på svag värme

- Grattons tärningar av fett och magert fläskkött (exempelvis bog) får puttra varefter överflödigt fett silas av

- Frittons en specialitet från sydvästra Frankrike som består av bland annat njure och hjärta som tillagas i ister

- Chichons eller Graisserons, även det en specialitet från sydvästra Frankrike (Pays Basque, Landes och Béarn, som består av magert och fett fläskkött, gås eller anka får puttra i fett med vitlök

## Tillagning
Rillettes tillagades traditionellt i slutet av hösten för att köttet skulle hålla sig över vintern. Tillagningstiden var typiskt 7-8 timmar varefter köttmassan lades i burkar eller krukor och täcktes med ett flera centimeter lager kokhett ister som vid avsvalningen stelnade och skapade ett skyddande lock. Hållbarheten blev flera månader eller upp till ett år vid försvaring svalt, eftersom alla eventuella bakterier dött vid tillagningen och inga nya kunnat ta sig ner genom det heta fettet innan det stelnat och därmed samtidigt kommit att skydda mot bakterier och mot syre.
Dagens rillettes behöver på grund av tillgången på kyltransporter och hygienisk förvaring inte koka lika länge, utan brukar bara sjuda i 2-3 timmar, vilket kan leda till att exceptionellt seglivade bakterier kan ha överlevt. Vidare har det tjocka isterlagret ersatts av ett avsevärt tunnare, i princip rent kosmetiskt lager fett, så om kylkedjan bryts mer än helt korta stunder temporärt blir risken att rillettes blir salmonellaförande ej försumbar.